# La Fille qui avait tout
Pour plus de détails, voir Fiche technique et Distribution.
La Fille qui avait tout (The Girl Who Had Everything) est un film américain réalisé par Richard Thorpe en 1953.

## Synopsis
Jean Latimer tombe amoureuse de Victor Y. Ramondi, un gangster défendu par son père. Malgré les réactions de son ancien fiancé et de son père, elle entretient une relation avec lui. Par amour, il envisage de se ranger, mais ses anciens "amis" craignent qu'il ne devienne un danger pour eux...

## Fiche technique
- Titre original : The Girl Who Had Everything
- Titre français : La Fille qui avait tout
- Réalisation : Richard Thorpe
- Scénario : Art Cohn d'après le roman A Free Soul d'Adela Rogers St. Johns et la pièce de Willard Mack (non crédité)
- Adaptation : Ruth Goetz et Augustus Goetz
- Direction artistique : Randall Duell et Cedric Gibbons
- Décorateur de plateau : Jack D. Moore et Edwin B. Willis
- Costumes : Helen Rose (costumes femmes)
- Photographie : Paul Vogel
- Son :	Douglas Shearer
- Musique : André Previn
- Montage : Ben Lewis
- Production : Armand Deutsch
- Société de production : Metro-Goldwyn-Mayer
- Société de distribution : Loew's Inc.
- Pays de production :  États-Unis
- Langue originale : anglais
- Format : Noir et blanc — 35 mm — 1,37:1 —  Son Mono (Western Electric Sound System)
- Genre : Drame romantique
- Durée : 69 minutes
- Date de sortie : 
  - États-Unis : 27 mars 1953
  - France : 11 juin 1954

## Distribution
- Elizabeth Taylor : Jean Latimer
- Fernando Lamas : Victor Y. Raimondi
- William Powell : Steve Latimer
- Gig Young : Vance Court
- James Whitmore : Charles 'Chico' Menlow
- Robert Burton : John Ashmond
- Elmer Peterson : lui-même

Acteurs non crédités
- Harry Bartell : Joe, propriétaire du magasin
- Paul Harvey : Sénateur Drummond
- Earle Hodgins : un observateur
- Barry Norton : Journaliste
- Pat O'Malley : Sénateur
- Stuart Wilson : L'homme au journal

## Autour du film
- Le même roman était déjà la source du scénario du film Âmes libres (1931), de Clarence Brown avec Norma Shearer, Leslie Howard, Lionel Barrymore et Clark Gable